# Evert Gunnarsson
Sven Evert Gunnarsson, švedski veslač, * 28. december 1929, Ljungskile, Švedska, † 30. november 2022, Kungälv, Švedska.
Gunnarsson je nastopil na Poletnih olimpijskih igrah 1948, 1952 in 1956. Na slednjih je v četvercu s krmarjem osvojil srebrno medaljo; švedski osmerec, v katerem je tudi veslal Gunnarsson, pa je osvojil četrto mesto.